# Джоун Брамш
Джоун Брамш (на английски: Joan Bramsch) е американска писателка на бестселъри в жанра любовен роман.

## Биография и творчество
Джоун Брамш е родена на 25 февруари 1936 г. в Сейнт Луис, Мисури, САЩ, в семейството на Мелвин и Маргарет Шлангър. Израства в Мисури и Клитерал, Минесота, където за цял живот обиква водата и риболова. На 16 г. оцелява в ужасяваща автомобилна катастрофа. Завършва гимназия „Батъл Лейк“ през 1953 г. На 6 ноември 1954 г. се омъжва за Уилям Брамш. Имат 5 деца – Бил, Мери, Пеги, Нанси и Патриша, които Джоун отглежда с много внимание и любов.
Когато децата ѝ вече са в гимназията тя кандидатствува и печели стипендия да учи във Вашингтонския университет в Сейнт Луис, Мисури, като го завършва през 1982 г. с отличие с бакалавърска степен по литература и журналистика. В продължение на 10 години е преподавател в училище „Форсайт“. Освен това 7 години е дизайнер на играчки на свободна практика.
В свободното си време се занимава с градинарство, рисуване, астрология, и се опитва да пише. Това води до следващия етап на нейния живот. Първият ѝ романс „Накажи ме с целувка“ е публикуван през 1984 г. След него тя напуска работа и се посвещава на писателската си кариера. До 1987 г. издава още 5 романса, които са преведени на 10 езика и са издадени в над 1 милион екземпляра.
След 1987 г. което спира да пише романси и се насочва към документалистиката свързана с отглеждането на децата и педагогиката. Освен това пише статии за вестници и списания по тази тема. Към края на животът си отново пише няколко романа.
Опитът си като учител и многодетна майка, както и въз основа на познанията на лекарите от детската болница и центъра за рехабилитация в Сейнт Луис, тя описва в първата си документална книга „Teach Me, I'm Yours“ (Научиме, аз съм твой).
През януари 2009 г. започва да публикува Интернет-списание за родители „EmpoweredParent.com“, чрез което помага на много родители в отглеждането на техните деца.
Джоун Брамш умира, вследствие на последиците от инсулт, на 29 март 2009 г. в медицинския център „Сейнт Джонс“ в Тълса, Оклахома.

## Произведения

### Самостоятелни романи
- Накажи ме с целувка, A Kiss to Make It Better (1984)
- The Sophisticated Mountain Gal (1984)
- Докосване в мрака, At Nightfall (1985)
- The Light Side (1985)
- The Stallion Man (1985)
- With No Reservations (1987)
- Pele's Fire (2004)
- Ebon's Mate	(2004)
- Solar Sizzle (2004)

### Сборници
- A Collection of Original Short Stories For Children and Parents (2000)

### Документалистика
- Teach Me, I'm Yours: If You Want Your Child To Be Smart, You Be The First Teacher (2000)
- Cater Your Way To Riche$ (2000)
- You Kids Just Wait Till I Get Over Being Pregnant... Am I Going To Straighten You Out! (2000)
- Chilled Run (2000)
- А 9-11 Time Capsule (2002)